# Рибопьер, Иван Степанович
Иван Степанович Рибопьер (27 августа (7 сентября) 1754 — 11 (22) декабря 1790, Измаил, Османская империя) — российский военный швейцарского происхождения, основатель аристократического рода Рибопьеров. Принадлежал к ближайшему окружению императрицы Екатерины II, в чине бригадира погиб при штурме Измаила.

## Биография
Жан Рибопьер родился в Швейцарии и принадлежал к младшей ветви эльзасского аристократического рода. Он вырос на Женевском озере в замке La Liguiere. Двое братьев Рибопьера состояли на испанской службе, а он сам поступил в голландскую армию, но, подружившись во время учёбы в Тюбингенском университете с двумя русскими аристократами, Степаном Апраксиным и князем Николаем Юсуповым, решил поехать в Россию.
В Санкт-Петербург Рибопьер приехал в 1778 году с рекомендательным письмом к Екатерине II от Вольтера. Императрица приняла его с благосклонностью, он был зачислен в армию и стал адъютантом Григория Потёмкина. Умный, красивый, обладавший изящными манерами Рибопьер производил чарующее впечатление на окружающих. Хитрый и ловкий, прозванный за сдержанность dieu du silence («богом тишины»), он умел нравиться людям разных взглядов и положений. Заключив удачный брак с фрейлиной Бибиковой, Рибопьер стал членом высшего общества и ближайшего окружения императрицы. Когда Екатерина II подыскивала воспитателя великому князю Александру, Рибопьер порекомендовал ей своего друга и земляка Лагарпа.
Бывая часто на Эрмитажных собраниях, Рибопьер подружился с ещё одним фаворитом Екатерины — Александром Дмитриевым-Мамоновым, который, по собственному признанию, «почти жить не мог без Ивана Степановича», и вскоре по его протекции стал бригадиром. Эта дружба имела для Рибопьера роковые последствия. В его доме на Моховой Дмитриев-Мамонов встречался со своей возлюбленной княжной Дарьей Фёдоровной Щербатовой. После их женитьбы летом 1789 года Екатерина II обвинила Рибопьера в пособничестве, а граф Безбородко, считавший Рибопьера «блестящим авантюристом, беспринципным и вредным интриганом», в обмане доверия императрицы. Не желая рисковать своей придворной карьерой, Рибопьер решил уехать из Петербурга. Он отправился в действующую против турок армию и погиб 11 декабря 1790 года при штурме Измаила.
Рибопьера похоронили в Измаиле, но в 1856 году сын перевёз его тело в Александро-Невскую лавру в Санкт-Петербурге.

## Семья
Иван Степанович Рибопьер был женат с 1778 года на Аграфене Александровне Бибиковой (1755—1812), дочери генерала Александра Ильича Бибикова и княжны Анастасии Семёновны Козловской, племяннице М. И. Кутузова, воспитаннице и любимой фрейлине Екатерины II, имевшей большой успех в свете. После смерти мужа Аграфена Александровна осталась с тремя дочерьми и сыном, продолжала вести открытый образ жизни, принимая иностранных дипломатов, и вернула себе расположение императрицы.
В этом браке родились:
- Александр (1781—1865), банковский деятель и дипломат, действительный тайный советник, с 1856 года граф;
- Елизавета (1781—1847), замужем за Александром Александровичем Полянским (племянником княгини Екатерины Романовны Дашковой);
- Анастасия, замужем за врачом и дипломатом Семёном Ивановичем Мазаровичем;
- Екатерина, замужем за Афанасием Васильевичем Зыбиным.